# Clarks Summit
Clarks Summit es un borough ubicado en el condado de Lackawanna en el estado estadounidense de Pensilvania. En el año 2000 tenía una población de 5,126 habitantes y una densidad poblacional de 1,238.1 personas por km².

## Geografía
Clarks Summit se encuentra ubicado en las coordenadas 41°29′34″N 75°42′18″O / 41.49278, -75.70500.

## Demografía
Según la Oficina del Censo en 2000 los ingresos medios por hogar en la localidad eran de $45,298 y los ingresos medios por familia eran $65,262. Los hombres tenían unos ingresos medios de $48,487 frente a los $26,398 para las mujeres. La renta per cápita para la localidad era de $25,080. Alrededor del 3.9% de la población estaba por debajo del umbral de pobreza.